# Ателстан (Ајова)
Ателстан (енгл. Athelstan) насељено је место без административног статуса у америчкој савезној држави Ајова.

## Демографија
По попису из 2010. године број становника је 19, што је 1 (5,6%) становника више него 2000. године.
| Група             | 2000.       | 2010.       |
| Белци             | 18 (100,0%) | 19 (100,0%) |
| Афроамериканци    | 0 (0,0%)    | 0 (0,0%)    |
| Азијати           | 0 (0,0%)    | 0 (0,0%)    |
| Хиспаноамериканци | 0 (0,0%)    | 0 (0,0%)    |
| Укупно            | 18          | 19          |